# Acid fluoroantimonic
Acid fluoroantimonic là tên chung để chỉ các hợp chất vô cơ có công thức hóa học xHF·ySbF5. Thông thường, nó được biết đến dưới dạng H2SbF7 (hay 2HF·SbF5,HSbF6 hoặc đơn giản là HF-SbF5). Nó là một acid mạnh nhất của một siêu acid. Hàm độ acid của Hammett, H0, đã được đo cho các tỷ lệ khác nhau của HF:SbF5. Trong khi H0 của HF thuần túy là -15, chỉ thêm 1 mol% SbF5 giảm xuống còn khoảng -20. Tuy nhiên, việc bổ sung thêm SbF5 dẫn đến độ acid giảm nhanh chóng, với H0 đạt -21 ở mức 10 mol%. Việc sử dụng một base cực kỳ yếu làm chỉ báo cho thấy H0 thấp nhất có thể đạt được, ngay cả với > 50 mol% SbF5, nằm ở đâu đó giữa -21 và -23.
Thành phần "chính tắc" của acid fluoroantimonic được điều chế bằng cách xử lý hydro fluoride (HF) bằng antimon pentafluoride (SbF5) theo tỷ lệ cân bằng hóa học 2:1. Nó là siêu acid mạnh nhất dựa trên giá trị H0 đo được. Chỉ các acid carborane, có H0 không thể được xác định trực tiếp do điểm nóng chảy cao của chúng, có thể là acid mạnh hơn acid fluoroantimonic. Nó đã được chứng minh là có khả năng protonate ngay cả hydrocarbon để đủ khả năng carbocations pentacoordine (ion carbon).
Phản ứng tạo ra acid fluoroantimonic dẫn đến sự hình thành ion fluoroni:
SbF5 + 2HF → SbF−
6 + H2F+
Acid này thường được cho là có chứa "proton trần", nhưng trên thực tế, các proton "tự do" luôn được liên kết với các phân tử hydro fluoride. Đó là ion fluoroni chiếm tỷ lệ acid cực cao của acid fluoroantimonic. Các proton dễ dàng di chuyển qua dung dịch, chuyển từ H2 F + sang HF, khi có mặt, theo cơ chế Grotthuss:
H2F+ + HF ⇌ HF + H2F+

## Tính acid
Acid fluoroantimonic là siêu acid mạnh nhất dựa trên giá trị đo được của hàm acid Hammett (H0), được xác định theo các tỷ lệ khác nhau của HF:SbF5. Trong khi H0 của HF nguyên chất là -15, chỉ cần thêm 1 mol% SbF5 sẽ làm giảm nó xuống khoảng -20. Tuy nhiên, việc bổ sung thêm SbF5 dẫn đến hiệu suất giảm nhanh chóng, với H0 đạt đến -21 ở 10 mol%. Việc sử dụng một base cực yếu làm chất chỉ thị cho thấy rằng H0 thấp nhất có thể đạt được, ngay cả với > 50 mol% SbF5, nằm trong khoảng từ -21 đến -23. Các giá trị H0 sau đây cho thấy acid fluoroantimonic mạnh hơn nhiều so với các siêu acid khác. Độ acid tăng được biểu thị bằng các giá trị H0 nhỏ hơn (trong trường hợp này là âm hơn).
| Acid                 | Giá trị H0     |
| -------------------- | -------------- |
| Acid fluoroantimonic | -23 < H0 < -21 |
| Acid magic           | -19,2          |
| Acid carboran        | < -18          |
| Acid fluorosunfuric  | -15,1          |
| Acid triflic         | -14,9          |

Trong số trên, chỉ có các acid carboran, mà H0 không thể xác định trực tiếp do nhiệt độ nóng chảy cao của chúng, có thể là acid mạnh hơn acid hydrofluoric.
Các nguồn thường nhầm lẫn giá trị H0 của acid fluoroantimonic với pK của nó. Giá trị H0 đo khả năng tạo proton của acid lỏng dạng khối, và giá trị này đã được xác định hoặc ước tính trực tiếp đối với các thành phần khác nhau của hỗn hợp. Mặt khác, pKa đo trạng thái cân bằng của sự phân ly proton của một loại hóa chất rời rạc khi hòa tan trong một dung môi cụ thể. Vì acid fluoroantimonic không phải là một dạng hóa học đơn lẻ nên giá trị pKa của nó không được xác định rõ ràng.
Độ acid pha khí (GPA) của các chất riêng lẻ có trong hỗn hợp đã được tính toán bằng cách sử dụng phương pháp lý thuyết phiến hàm mật độ. (Về nguyên tắc, pKa của những chất này có thể được ước tính bằng cách tính đến năng lượng solvat hóa, nhưng dường như không được báo cáo trong tài liệu vào năm 2019). Ví dụ, cặp ion [H2F]+•SbF6− được ước tính trung bình là 254 kcal/mol. Để so sánh, acid triflic – siêu acid thường gặp, TfOH, là một acid yếu hơn về cơ bản theo phương pháp này, với mức trung bình là 299 kcal/mol. Tuy nhiên, một số siêu carboran nhất định có GPA thấp hơn so với [H2F]+•SbF6−. Ví dụ, H(CHB11Cl11) có mức xác định bằng thực nghiệm là 241 kcal/mol.

## Phản ứng
Acid fluoroantimonic bị phân hủy nhiệt khi đun nóng, tạo ra khí hydro fluoride tự do và antimon pentafluoride lỏng. Ở nhiệt độ thấp tới 40 ℃, acid fluoroantimonic sẽ giải phóng HF ở pha khí. Chất lỏng antimon pentafluoride có thể được thu hồi từ acid fluoroantimonic bằng cách đun nóng và giải phóng HF ở pha khí.

## Ứng dụng
Acid cực mạnh này tạo ra gần như tất cả các hợp chất hữu cơ, thường gây ra hiện tượng khử hydro hoặc mất nước. Năm 1967, Bickel và Hogeveen đã chỉ ra rằng 2HF·SbF5 sẽ loại bỏ H2 từ isobutane và metan từ neopentane để tạo thành các ion carbeni:
(CH3)3CH + H+ → (CH3)3C+ + H2↑
(CH3)4C + H+ → (CH3)3C+ + CH4↑
Nó cũng được sử dụng trong sản xuất các hợp chất vàng tetraxenon.
Vật liệu tương thích với acid fluoroantimonic làm dung môi bao gồm SO2ClF và lưu huỳnh dioxide; một số chlorrofluorocarbon cũng đã được sử dụng.

## Bảo quản
HF-SbF5 là một chất cực kỳ ăn mòn và độc hại, nhạy cảm với độ ẩm. Như với hầu hết các acid mạnh, acid hydrofluoric có thể phản ứng mạnh với nước do quá trình hydrat hóa tỏa nhiệt. Chỉ hydro fluoride có thể được sử dụng làm dung môi cho acid, vì không thể sử dụng nước. Đun nóng acid fluoroantimonic cũng gây nguy hiểm vì nó phân hủy thành khí fluor độc hại. Phương pháp bảo quản duy nhất là lưu trữ trong thùng chứa bằng PTFE-Tefluorn vì thủy tinh sẽ tan ra khi tiếp xúc. Đồ bảo hộ phải được trang bị mọi lúc khi xử lý hoặc đi đến bất kỳ nơi nào gần chất ăn mòn này, vì acid fluoroantimonic có thể ăn mòn xuống xương và phản ứng dữ dội với nước trong cơ thể của con người.